# Ana Vitória Angélica Kliemaschewsk de Araújo
Ana Vitória Angélica Kliemaschewsk de Araújo (* 6. März 2000 in Rondonópolis), oft auch Aninha genannt, ist eine brasilianische Fußballnationalspielerin.

## Karriere
Mit elf Jahren wurde Ana Vitória von ihren Eltern bei ihrem Lieblingsverein ihrer Heimatstadt União EC vorgestellt, der sie in Ermangelung einer Mädchenmannschaft ablehnte. Anschließend wurde sie beim Lokalrivalen Rondonópolis EC vorstellig. Und obwohl auch dieser über keine Frauenfußballabteilung verfügte, wurde sie dennoch als einziges Mädchen in den Kader seiner Nachwuchsmannschaft für Jungen aufgenommen. Aufgrund ihrer Trainingsleistungen – gemäß geltender Regularien konnte sie an keinem Turnier für Jungenfußball auflaufen – wurde sie nach nur einem Jahr von Emily Lima in den Nachwuchskader der U15-Nationalmannschaft der Frauen berufen. 2015 spielte sie auf Leihbasis für den Mixto EC in Cuiabá in der brasilianischen Meisterschaft 2015. Mit fünfzehneinhalb Jahren avancierte sie durch ihren Treffer bei der 1:2-Niederlage gegen den Foz Cataratas FC am 13. September 2015 zur bis heute jüngsten Torschützin der Fußballmeisterschaft der Frauen in Brasilien.
Im Frühjahr 2017 wechselte Ana Vitória in die Vereinskooperative des SC Corinthians und des Grêmio Osasco Audax in den Staat São Paulo. Für Corinthians lief sie in jener Saison sowohl in der Série A1, wo sie die Vizemeisterschaft erreichte, als auch in der Staatsmeisterschaft auf. Für Audax spielte sie im Turnier um die Copa Libertadores 2017 in Paraguay, wo sie im Finale gegen den CSD Colo-Colo den letzten Treffer im Elfmeterschießen markierte und so den Titelgewinn ermöglichte.
Im Januar 2019 gab Ana Vitória ihren Wechsel zu Benfica Lissabon in die zweite portugiesische Liga bekannt. Ihren Einstand für ihren neuen Club gab sie am 30. Januar 2019 in der Pokalpartie gegen Marítimo Funchal. Bei ihrem ersten Ligaeinsatz beim 7:0-Sieg gegen den SC União Torreense am 6. Februar 2019 erzielte sie ihre ersten zwei Tore. In der Partie gegen PAOK Thessaloniki (3:1) am 4. November 2020 im Makedonikos Stadion von Thessaloniki erzielte sie das erste Tor der Benfica-Frauen im Wettbewerb der UEFA Women’s Champions League.
Nach vier erfolgreichen Jahren in Portugal entschloss sich Ana Vitória im Juli 2023 zu einem Wechsel zu Paris Saint-Germain in Frankreich mit einem bis 2026 laufenden Vertrag. Für den neuen Club debütierte sie am 17. September 2023 durch eine Einwechslung in der Ligapartie gegen Girondins Bordeaux (3:0). Nach nur je zwei Einsätzen in der Division 1 Féminine und der UEFA Women’s Champions League 2023/24 wurde sie zu Jahresbeginn 2024 an Atlético Madrid ausgeliehen. Nach Abschluss der Saison 2023/24 wurde Ana Vitória fest von Atlético übernommen.

## Nationalmannschaft
Nach ihrer Aufnahme in die Nachwuchsförderung der Nationalmannschaft wurde Ana Vitória noch im selben Jahr erstmals in den U17-Kader berufen, für den sie bei den U17-Südamerikameisterschaften 2013 in Paraguay und 2016 in Venezuela, sowie bei der U17-Weltmeisterschaft in Jordanien auflief. Noch im selben Jahr spielte sie erstmals für die U20-Auswahl bei der Weltmeisterschaft in Papua-Neuguinea. Als Mannschaftskapitän führte sie dieses Team erstmals im Dezember 2017 in den drei Partien der Nike-International-Friendlies in den USA und anschließend im Januar 2018 zum Titelgewinn der U20-Südamerikameisterschaft in Ecuador, ebenso wie beim Vorrundenaus bei der im August 2018 folgenden Weltmeisterschaft in Frankreich an.
Am 1. Dezember 2020 wurde sie erstmals in der A-Nationalmannschaft eingesetzt. Beim 8:0-Sieg im Freundschaftsspiel gegen Ecuador stand sie in der Startelf, wurde aber nach 58 Minuten ausgewechselt. Auf den nächsten Einsatz musste sie dann aber zehn Monate warten – am 23. Oktober 2021 stand sie gegen Australien wieder in der Startelf, wurde in der 71. Minute beim Stand von 1:2 aber ausgewechselt (Endstand: 1:3). Beim Vier-Nationen-Turnier Ende November/Anfang Dezember in ihrer Heimat hatte sie drei Einsätze, wobei sie zweimal ein- und einmal ausgewechselt wurde. Beim Tournoi de France im Februar 2022 wurde sie in den drei Spielen jeweils eingewechselt. Im April 2022 wurde sie noch einmal bei einem Freundschaftsspiel gegen Ungarn eingewechselt. Für die Copa América der Frauen 2022 wurde sie nicht nominiert. Erst im Oktober 2022 wurde sie bei einem Freundschaftsspiel gegen Italien wieder eingewechselt. Im letzten Spiel des Jahres erzielte sie am 15. November in der zweiten Minute der Nachspielzeit vier Minuten nach ihrer Einwechslung den 2:1-Siegtreffer im Freundschaftsspiel gegen Kanada und damit ihr erstes Länderspieltor. Beim SheBelieves Cup 2023 wurde sie in den drei Spielen ihrer Mannschaft jeweils eingewechselt.
Am 27. Juni 2023 wurde sie für die WM 2023 nominiert. Dort kam sie in der Vorrundenbegegnung gegen Frankreich (1:2) durch eine Einwechslung zu einem Einsatz.
Im Juli 2024 reiste sie mit der Auswahl als Teil des Olympiakaders nach Paris. In dem Turnier wurde sie im ersten Spiel gegen Nigeria in der 66. Minute für Vitória Yaya eingewechselt. Insgesamt bestritt Ana Vitória bei den Spielen alle sechs möglichen Spiele, welche sie ins Finale und zum Gewinn der Silbermedaille führten. Davon stand sie zwei Mal in der Startelf.

## Erfolge
Nationalmannschaft
- U20-Südamerikameisterin: 2018
- Silbermedaille bei den Olympischen Spielen: 2024

Corinthians
- CONMEBOL Copa Libertadores: 2017
- Brasilianische Meisterin: 2018

Benfica Lissabon
- Portugiesische Meisterin: 2021, 2022, 2023
- Portugiesische Pokalsiegerin: 2019
- Portugiesische Ligapokalsiegern: 2020, 2021, 2023
- Portugiesische Superpokalsiegerin: 2019, 2023